# Julius Wobay
Julius Gibrilla Wobay (Bo, 19 maggio 1984) è un ex calciatore sierraleonese, di ruolo attaccante.

## Caratteristiche tecniche
Punta centrale, Wobay può essere schierato anche come trequartista.

## Carriera

### Nazionale
Tra il 2001 ed il 2011 ha totalizzato complessivamente 36 presenze e 14 reti con la nazionale sierraleonese.

## Palmarès

### Club

#### Competizioni nazionali
- Campionato azero: 1

Neftchi Baku: 2012-2013
- Coppa dell'Azerbaijan: 1

Neftchi Baku: 2012-2013